# Marie-Thérèse Rodet Geoffrin
Marie-Thérèse Rodet, también conocida como Madame Geoffrin, o simplemente Geoffrin (París, 26 de junio de 1699 – íd., 6 de octubre de 1777), fue organizadora de un famoso salón literario o salonnière en París hacia mediados del siglo XVIII.

## Biografía
Casada a los 14 años, en 1714, con Monsieur Geoffrin de 48 años, frecuenta desde 1730 el salón literario de la ex-monja Madame de Tencin (muerta en 1749), madre soltera del gran matemático y enciclopedista Jean le Rond d'Alembert, y al enviudar en 1740 de su marido, de 84 años, vidriero de las todavía famosas fundiciones de cristal de Saint Gobain funda un famoso salón literario en París.
El Salón de la Geoffrin competirá duramente para atraer sabios, políticos, militares, nobles, filósofos y aristócratas con el de Marie Anne de Vichy-Chamrond (1697–1780), mucho más conocida como Madame du Deffand, amiga platónica en Sceaux, en el Castillo de la Duquesa de Maine y con 33 años de edad, del viejo Presidente de la Académie Française Jean François Hénault (sillón 28 de la Académie Française entre 1723 y 1771), y también amiga del más bien joven entonces enciclopedista, filósofo e influyente educador de la cúspide social europea, incluida Rusia, François Marie Arouet Voltaire.
Madame du Deffand resulta ser la tía carnal por parte paterna de otra notable organizadora de un Salón literario parisino, Jeanne Julie Eleonore de Lespinasse (1732–1776), quien primeramente protegida por Madame Geoffrin acaba «quitándole» al científico Jean le Rond d'Alembert.
Invitada a viajar a Viena por la Emperatriz de Austria para conocerse personalmente en 1767 y con 68 años de edad, aunque estaba previsto por el Canciller Imperial de la Emperatriz María Teresa I de Austria (1717–1780), la madre de la desgraciada Reina Consorte de Francia María Antonieta (1755–1793), el Príncipe Wenzel Anton Graf Kaunitz (1711–1794), que se alojase con el príncipe ruso Galitzin, éste acaba mandándole café con leche y pasteles a una hostería vienesa en donde prefiere albergarse esta sorprendente mujer.

## Asiduos del Salón de Geoffrin

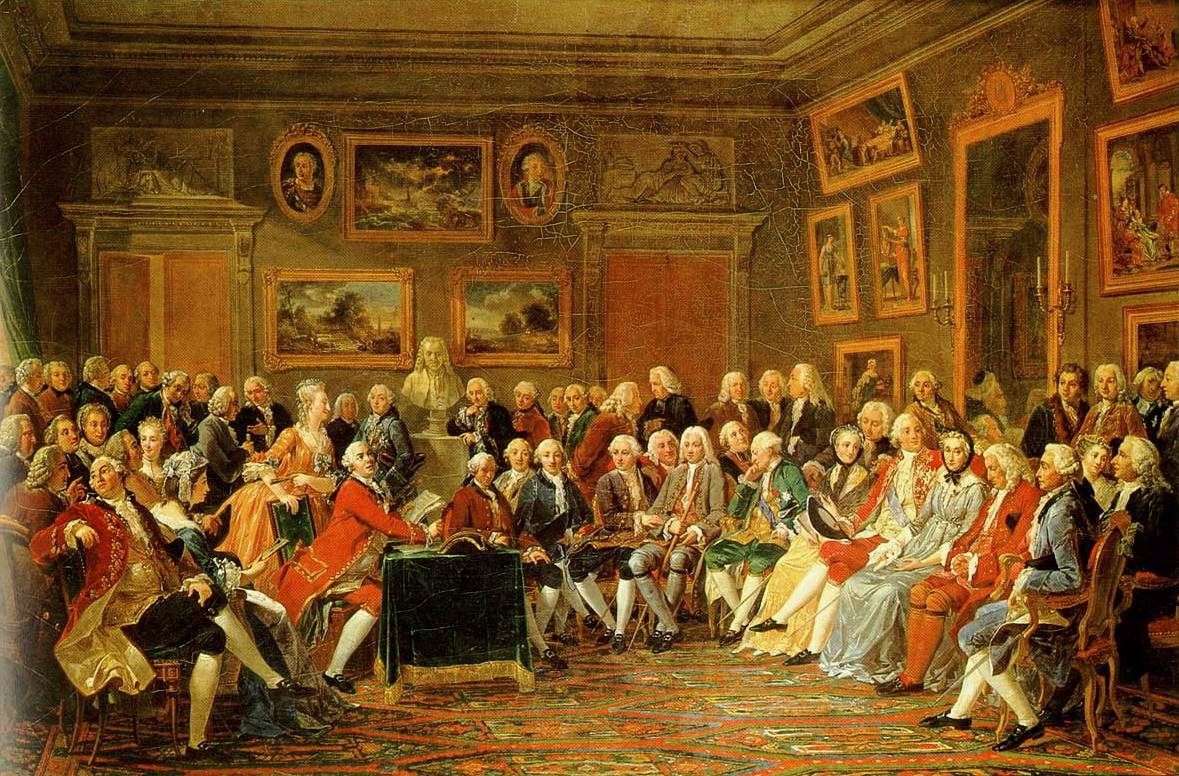
Lectura de la tragedia de Voltaire L'Orphelin de la Chine, en el salón de M^{e} Geoffrin en 1755. Anicet Charles Gabriel Lemonnier, 1812, Château de Malmaison.

He aquí un listado preliminar identificativo de asistentes y corresponsales epistolares de Madame Geoffrin: 
- Catalina II de Rusia (1729–1796). Nacida como princesa alemana, su nombre fue Sofía Federica Augusta de Anhalt-Zerbst, esposa en 1744 a los 15 años de edad del luego zar Pedro III de Rusia, nacido y educado en suelo germánico, asesinado en 1762 y hecha entonces Emperatriz única por el «Grupo de los Orlov».

- Louis Antoine Caraccioli (París, 1719 – ibídem, 29 de mayo de 1803).

- Denis Diderot (1713–1784).

- Jean le Rond d'Alembert (1717–1783).

- Bernard le Bovier de Fontenelle (1657–1757).

- Benjamin Franklin (1706–1790), político, científico e inventor estadounidense.

- El economista napolitano y editor de Vitruvio para Carlos VII de Nápoles, luego Carlos III de España, Ferdinando Galiani (1728–1787).

- El historiador británico Edward Gibbon (1737–1794).

- El Barón danés Heinrich von Gleichen (1733–1807).

- El germano francófono Friedrich Melchior, Baron von Grimm (1723–1807).

- El Rey Gustavo III de Suecia (1746–1792).

- Claude-Adrien Helvétius (1715–1771).

- El filósofo escocés, historiador y economista David Hume (1711–1776).

- El filósofo y escritor Jean-François Marmontel (11 de julio de 1723 — funcionario público en 1758 por presiones de Madame de Pompadour — Miembro de la Académie française 1763, su Secretario en 1783 — 31 de diciembre de 1799).

- Charles Louis de Secondat, Barón de Montesquieu (1689–1755).

- Madame Necker.

- Estanislao II Poniatowski (1732–1798), último rey de Polonia como nación independiente (1764–1795). Fue casi un títere de los zares de Rusia. Por parte materna era de la poderosa familia polaca de los Czartoryskis. Fue tío del Príncipe Józef Antoni Poniatowski (1763–1813). Hecho Mariscal del Imperio Francés por Napoleón Bonaparte por la ayuda prestada al paso de tropas francesas en el río, volviendo del varapalo recibido en Rusia en la Batalla de Borodino (7 de septiembre de 1812; 26 de agosto según el antiguo calendario ruso usado hasta 1918), y en la que se ha dado en llamar Batalla de Leipzig (16 al 19 de octubre de 1813).

- François Marie Arouet Voltaire (1694–1778).

- El político y primer ministro británico Horace Walpole se cuenta entre sus huéspedes, y también algún que otro noble hispano.